# Erechim
Erechim é um município do estado do Rio Grande do Sul, na Região Sul do Brasil. Considerada um centro sub-regional no país, é a cidade polo da região do Alto Uruguai gaúcho e a segunda cidade mais populosa do norte do estado, com estimativa de 105 705 habitantes (IBGE/2022). É considerada pelo Índice de Desenvolvimento Socioeconômico (IDESE) como a segunda cidade mais desenvolvida do Rio Grande do Sul entre os municípios com mais de cem mil habitantes, liderando no segmento de educação. Segundo o Atlas da Violência, é o segundo município mais seguro do estado. O município estava, em 2015, na 15ª posição do PIB no estado do Rio Grande do Sul.
É uma das primeiras cidades brasileiras modernas planejadas. Seu planejamento viário foi inspirado em conceitos urbanísticos usados nos traçados de Washington (1791), Paris (1850), Buenos Aires (1580) e Belo Horizonte (1897), porém, foi recentemente alterado para facilitar o fluxo viário, caracterizando-se por ruas muito largas, forte hierarquização e criação, através de ruas diagonais ao xadrez básico, de pontos de convergência. Elementos chaves do seu traçado incluem uma malha perpendicular de ruas cortadas por avenidas em diagonal, quarteirões de dimensões regulares e uma avenida em torno de seu perímetro.

## Etimologia
O município, quando emancipado em 30 de abril de 1918, recebeu o nome de "Erexim", termo de origem caingangue que significa "campo pequeno", através da junção dos termos rê, ou erê, ("campo") e xim ("pequeno"). Esse nome foi dado provavelmente por a cidade ser rodeada de florestas na época. Chegou a receber outras denominações, como Paiol Grande, Boa Vista, Boa Vista de Erechim e José Bonifácio, mas prevalece até os tempos atuais "Erechim".
Segundo as normas ortográficas vigentes da língua portuguesa, este topônimo deveria ser grafado Erexim, pois prescreve-se o uso da letra "x" para palavras de origem caingangue. Entretanto, o nome do município está registrado em documentos oficiais com "ch", que aparece em todas as placas de trânsito e de automóveis, bem como em documentos.
Em um dos shows realizados pelos festejos de cinquenta anos do município de Erechim, em 1968, Rubem Safro, popular e localmente conhecido como Buja, animava a festa e chamou a cidade de "Capital da Amizade". Logo a alcunha foi adotada pelo município, devido à diversidade das etnias que compunham a sua população e à harmonia de sua convivência.

## História

### Origens
De acordo com estudos realizados pela Eletrosul, o território que constitui, hoje, a região do Alto Uruguai já era habitada pelo homem há pelo menos 10 000 anos atrás. Nos últimos três séculos, a região foi habitada principalmente pelos indígenas da etnia caingangue. No entanto, muitos grupos guaranis também ocuparam as regiões de menor altitude.
É provável que os primeiros povoadores não indígenas da região do atual município de Erechim tenham sido paulistas descendentes de bandeirantes que, instalando-se dispersivamente no território, obtiveram a concessão de tratos de terra requeridos ao governo do estado. Inicialmente, a posse das terras por esses primeiros povoadores não foi de forma pacífica. Eles iniciaram e sustentaram por muito tempo um conflito violento para a tomada forçada das terras dos caingangues, os quais eram conhecidos pelos portugueses como "coroados".
Firmaram-se, porém, na terra, os poucos posseiros que povoaram o território encoberto pela floresta e sulcado pela abundante rede da bacia hidrográfica ocidental dos rios Pelotas-Uruguai. Por volta de 1887, Augusto de Oliveira Penteado, conhecido por Augusto César, tendo, como companheiros, João Placidino Machado e Antônio Ferreira de Albuquerque, empreenderam uma ousada exploração fluvial, da qual elaboraram circunstanciado relatório que foi enviado à Câmara Municipal de Passo Fundo, em fins de 1888, contendo as denominações dadas por eles a vários acidentes geográficos.
Em 1908 foi fundada a Colônia Erechim, planejada pelo diretor de Terras e Colonização Carlos Torres Gonçalves, atendendo aos princípios positivistas para tornar-se modelo de colonização. O empreendimento teve rápido progresso econômico, facilitado não só pela presença de uma ferrovia, mas também pelas estradas planejadas durante a concepção da colônia e que foram construídas de acordo com os traçados previstos. A colônia foi instalada em 1910, com a chegada dos primeiros 36 colonos: 4 família com 28 pessoas e 4 solteiros.

### Pioneirismo e imigração

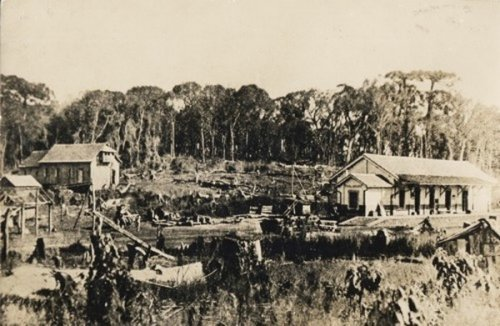
A estação ferroviária de Erechim em 1910

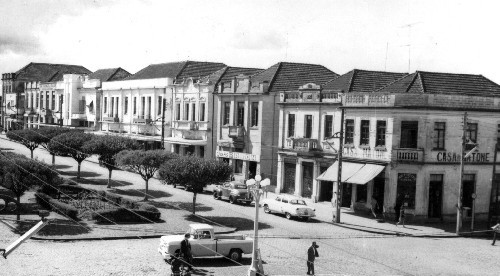
Avenida Maurício Cardoso

A região foi colonizada basicamente por imigrantes de origem polonesa (1918), alemã (1912), judaica (1911) e, principalmente, italiana. As primeiras famílias italianas chegaram na cidade por volta de 1910 através da ferrovia. Os imigrantes italianos, ao longo de vários anos, modificaram a fisionomia social da região com seus valores espirituais, culturais e materiais. Grande parte dos imigrantes, não só os italianos, vinham em busca de uma vida melhor para si e para suas gerações. Ainda hoje é possível perceber interferências dos imigrantes oriundos desses países, especialmente na arquitetura e na culinária da cidade.
Já sobre influência da chegada dos primeiros imigrantes, em 1910 a sede da colônia já possuía um aspecto urbano com abertura de ruas e edificação de cerca de cinquenta casas e outras 22 em construção, todas de madeira, inclusive o chalé do escritório da comissão. Incluía ainda dois barracões para hospedagem dos imigrantes, enfermaria e depósito de materiais, nove casas comerciais, uma barbearia, uma alfaiataria, três sapatarias e um açougue. Também foi rápido o desenvolvimento da zona rural. Até 1914, a sede inicial da colônia Erechim foi o povoado que mais prosperou em toda a região. Em 20 de abril de 1916, o escritório da Comissão de Terras e Colonização foi transferido do Povoado Erechim para o de Paiol Grande, sede geral da colônia anteriormente escolhida.

### Formação administrativa
Com o crescimento do povoado e de sua economia - agricultura, pecuária, comércio e serviços - o município de Erechim foi elevado à categoria de município com a denominação de Erechim, pelo decreto estadual nº 2342, de 30 de abril de 1918, assinado por Borges de Medeiros, desmembrado do município de Passo Fundo. Sede na antiga povoação de Boa Vista do Erechim, instalada em 18 de junho de 1918. Ao longo dos anos o município foi ganhando novos distritos. Nos quadros de apuração do recenseamento geral de 1 de setembro de 1920, o município estava constituído de cinco distritos: Boa Vista do Erechim (sede), Erechim, Barro, Erebango e Marcelino Ramos. Em divisão territorial datada de 31 de dezembro de 1937, o município apareceu constituído de onze distritos: Erechim, Barro, Marcelino Ramos, Nova Itália, Nova Polônia, Paulo Bento, Quatro Irmãos, Rio Novo, São Valentim, Treze de Maio e Viadutos. No quadro fixado em 1943, o município era constituído de doze distritos: José Bonifácio (ex-Erechim), Barro, Carlos Gomes (ex-Ribeirão do Torto ex-Nova Polônia), Cotegipe, Marcelino Ramos, Nova Itália, Paulo Bento, Princesa Isabel (ex-Treze de Maio), Quatro Irmãos, Rio Novo, São Valentim, Severiano Almeida (ex-Nova Itália) e Viadutos. Em divisão datada de 1 de dezembro de 1960, o município era constituído de nove distritos: Erechim, Barão de Cotegipe, Capo-Erê, Itatiba, Mariano Moro, Nova Itália (ex-Severiano de Almeida), Paulo Bento, Quatro Irmãos e Três Arroios; em última modificação feita, em lei estadual nº 10762, de 16 de abril de 1996, desmembraram-se de Erechim os distritos de Paulo Bento e Quatro irmãos, elevados a categoria de municípios. Erechim passou a constituir-se de três distritos: Capo-Êre, Jaguaretê e a Sede.

### Crescimento urbano
Depois de terminadas todas as diligências oficiais referentes ao ato de emancipação, o Secretário de Obras Públicas Carlos Torres Gonçalves ordenou a execução da divisão da cidade que serviria de sede ao novel município pelos engenheiros e agrimensores da comissão de terras, que funcionava no antigo povoado Erechim (hoje Getúlio Vargas). Tomaram, então, como ponto de partida a Estação Ferroviária, sem contudo ter feito, ao que tudo indica, o reconhecimento prévio do terreno. O planejamento repetiu a planta da cidade de Belo Horizont, capital do estado de Minas Gerais, também foi baseado em conceitos urbanísticos usados nos traçados de Washington D.C (1791) e Paris (1850). Aprovado o futuro traçado, iniciou-se a implantação da cidade com a venda de terrenos e respectivas construções de madeira, aparecendo tudo com rapidez, principalmente na Avenida José Bonifácio, hoje denominada Maurício Cardoso. E, assim, como que por encanto, surgiu a Vila Boa Vista, substituindo a antiga Paiol Grande.
Com o passar dos anos, também houve uma necessidade em obras e intervenções nas ruas da cidade. As principais foram o nivelamento da canhada existente na avenida Maurício Cardoso, canalização das sangas existentes nas primeiras quadras das ruas Itália e Nelson Ehlers, e o nivelamento de muitos outros buracos com madeira e terra.

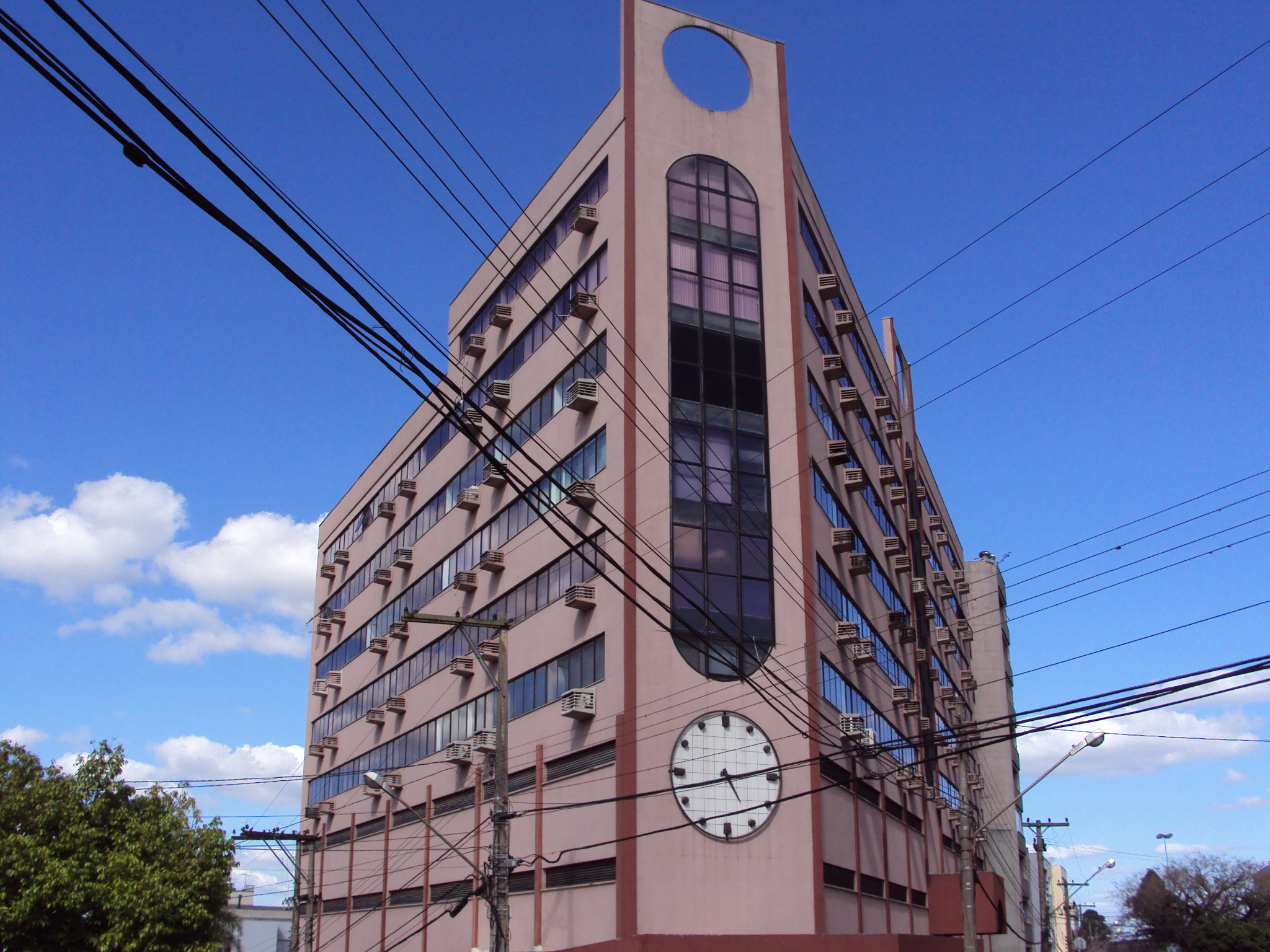
Centro executivo no centro da cidade, o Prédio do Relógio

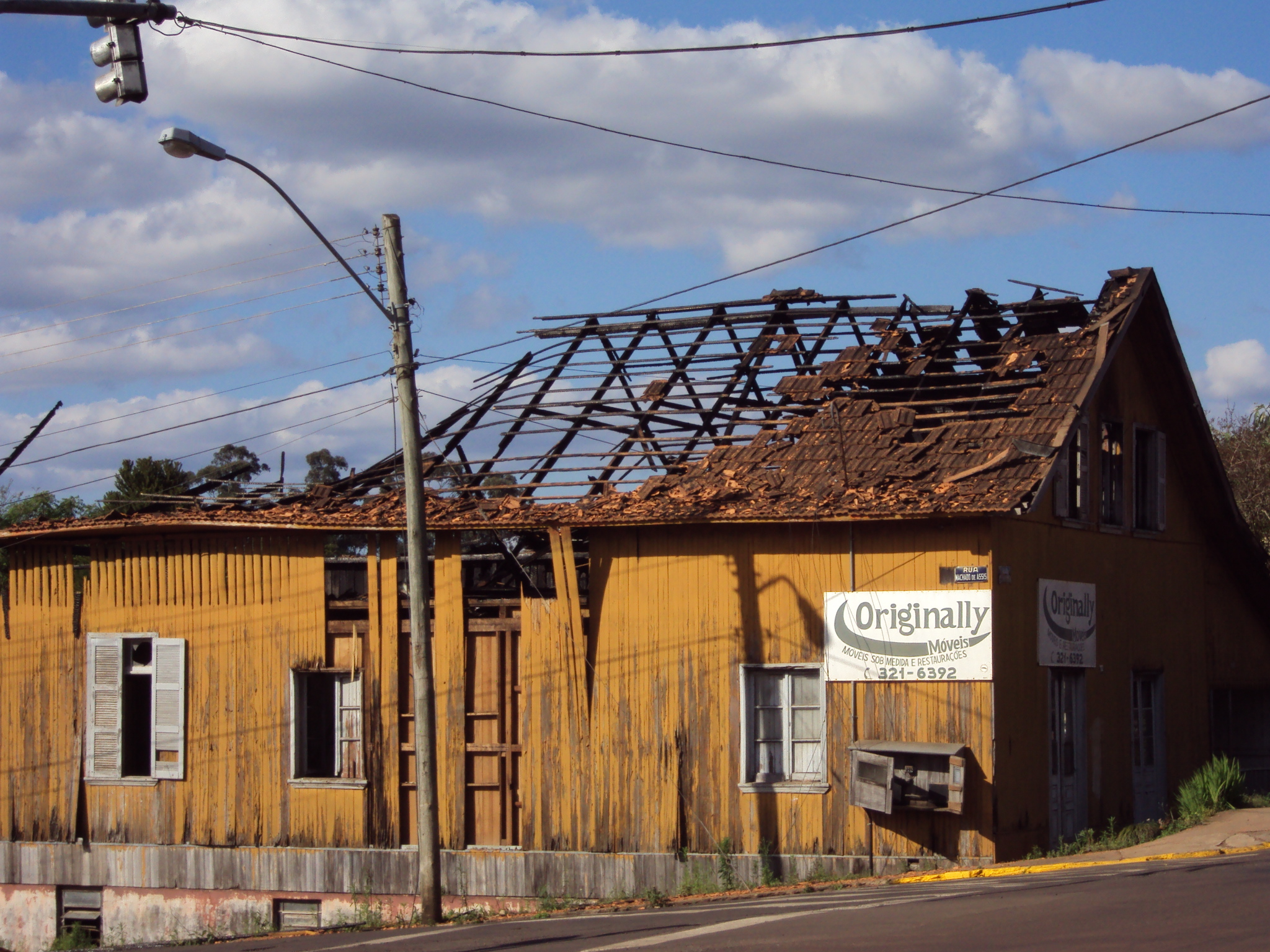
Uma das casas construídas na década de 1930 em Erechim que acabou sendo destruída por um incêndio em 2010.

Anos mais tarde, foram feitos grandes estudos que comprovaram que Erechim se desenvolvia sobre buracos - em trabalho executado pela antiga comissão de terras, um levantamento que durou muitos meses, capitaneado por Diumer Schneider, os Irmão Malinowski, os Irmãos Losina, Antônio Bergmann e Henrique Schwerin, fizeram um levantamento topográfico de dois em dois metros quadrados. Antes mesmo do término desse serviço, um prefeito da época mandou o agrimensor da prefeitura nivelar o calçamento e foram estendidos os cordões, com todos os defeitos da superfície. Muitas administrações tentaram em vão nivelar a cidade. Mais tarde desenhou-se o Plano Diretor, que dispunha sobre o desenvolvimento urbano. Com ele, concedeu-se o nivelamento de muitas construções antes de fazer o nivelamento das ruas, o que resultou em casas com muitos andares enterrados, depois de as ruas serem nivelada como deviam, para atenuar com as íngremes subidas. Houve uma grande celeuma na cidade sobre esse plano diretor, que acabou arquivado.

### História recente
Com o crescimento de Erechim e cidades próximas, foi criada a Microrregião de Erechim, reunindo além do município, outras trinta cidades. São as mais populosas: Getúlio Vargas, Aratiba, Barão de Cotegipe, Estação, Gaurama, Campinas do Sul, Erval Grande, Marcelino Ramos, Viadutos, Itatiba do Sul, Áurea e Severiano de Almeida. Em 2006 sua população foi estimada pelo Instituto Brasileiro de Geografia e Estatística em cerca de 211 228 habitantes em uma área total de 5 745 km². Seu índice de desenvolvimento humano (IDH) médio era de 0,791 e o PIB per capita médio de R$ 22.048,00 em 2003. Localiza-se na mesorregião do Noroeste Rio-grandense.
Um dos acidentes mais graves e que mais chocou a população da cidade de Erechim aconteceu em 22 de setembro de 2004, quando um ônibus fretado pela prefeitura de Erechim para transportar estudantes da zona rural para escolas da cidade levava 31 pessoas quando ele caiu em uma barragem da CORSAN. Equipes de resgate levaram mais de três horas para retirar o ônibus da água. Os pais dos adolescentes foram indenizados em R$ 190 mil reais e o motorista, que sofreu ferimentos leves, foi preso em 2005, acusado de dirigir em alta velocidade. Segundo dados de autópsia, 17 crianças e adolescentes faleceram. O estudante Lucas Verazzo saiu como herói, pois salvou três de seus colegas que estavam se afogando, e quando foi salvar o quarto acabou morrendo. Os três dias posteriores ao acidente foram utilizados como uma maneira de protesto e as aulas foram paralisadas em todas as escolas da cidade.

## Geografia
Erechim está localizada junto à região do Alto Uruguai, que está situada entre o Rio Uruguai e o Rio Ijuí, tendo em seu território várias sub-bacias de pequenos e médios córregos com papéis importantes em sua configuração. Erechim tem a altitude média de 783 m. Limita-se com os municípios de Aratiba e Três Arroios, a norte; Getúlio Vargas e Erebango, a sul; Gaurama e Áurea, a leste; e Paulo Bento e Barão de Cotegipe a oeste. Está a cerca de 370 km da capital do estado do Rio Grande do Sul, Porto Alegre, sendo 330 em distância rodoviária. Na região onde Erechim está localizada, o basalto é o material de origem do lugar, que se caracteriza como planície profundamente recortada pelos afluentes do Rio Uruguai.
A área do município é de 430,764 km², representando 0,1602% do território gaúcho, 0,0764% da área da região Sul do Brasil e 0,0051% de todo o território brasileiro. A área do perímetro urbano é de 14,2925 km². Erechim também está situada na Mesorregião do Noroeste Rio-Grandense, na divisão 004, que engloba os municípios que faziam parte da Microrregião de Erechim, nomenclatura que foi substituída em 2017 pelo Instituto Brasileiro de Geografia e Estatística (IBGE). Esta nova divisão também colocou Erechim como parte da Região Geográfica Intermediária de Passo Fundo.

### Clima

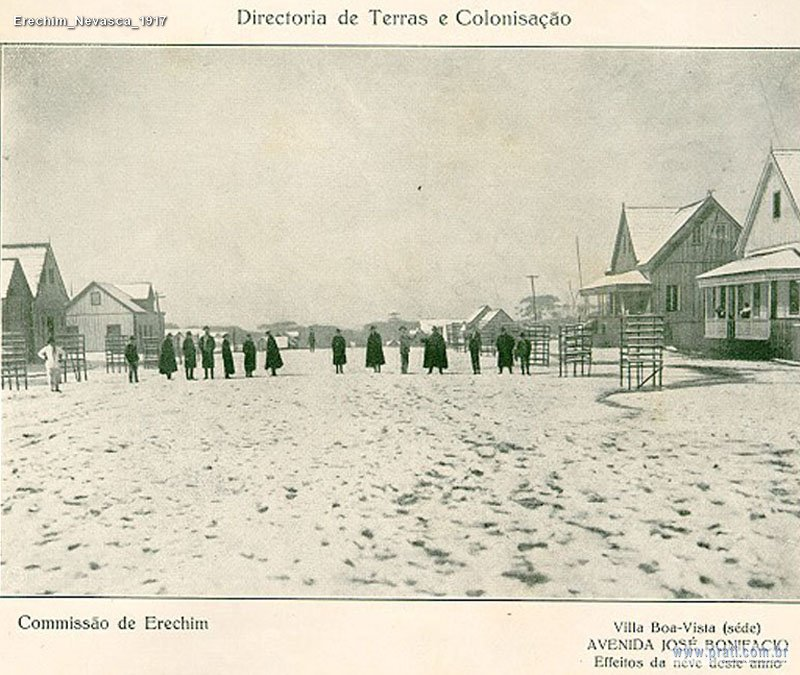
Registros de neve em Erechim em 1917

O clima de Erechim é considerado subtropical úmido (tipo Cfa segundo Köppen), enquadrado na zona climática designada pela letra C, com chuvas regulares durante todo o ano e temperatura média anual em torno dos 18 °C, tendo invernos frios, raramente de forma demasiada, e verões com temperaturas moderadas. No inverno, quando são comuns entradas de massas de ar polares, as temperaturas podem cair para abaixo de zero, favorecendo principalmente a ocorrência de geadas. Outono e primavera são consideradas como estações de transição. O índice pluviométrico é superior aos 1 800 milímetros (mm). Durante períodos de longos veranicos também são comuns registros de fumaça de queimadas em morros e matagais, principalmente na zona rural. A precipitação de neve na cidade, apesar de não ser algo muito comum, já ocorreu em algumas ocasiões, nos anos de 1918, 1942, 1956, 1957, 1965, 1990 e 2001.
Segundo dados da estação meteorológica automática do Instituto Nacional de Meteorologia (INMET) no município, em operação desde novembro de 2006, a menor temperatura registrada em Erechim foi de −3,8 °C no dia 18 de julho de 2017 e a maior atingiu 35,6 °C em 29 de dezembro de 2019. O maior acumulado de precipitação em 24 horas chegou a 128,6 mm em 3 de maio de 2024, como parte das chuvas históricas que atingiram áreas de todo o estado. Entre agosto de 1957 e janeiro de 1982, o maior acumulado de chuva em menos de 24 horas foi de 188 mm, em 12 de junho de 1970. Outros grandes acumulados foram de 175 mm, em 11 de dezembro de 1970; 171 mm em 20 de junho de 1977; 169 mm no dia 4 de agosto de 1966 e 130 mm em 16 de abril de 1971. A maior rajada de vento chegou a 27,9 m/s (100,4 km/h) em 30 de junho de 2020, provocada pela atuação de um ciclone bomba no Sul do Brasil.
| Dados climatológicos para Erechim                                                                                  | Dados climatológicos para Erechim | Dados climatológicos para Erechim | Dados climatológicos para Erechim | Dados climatológicos para Erechim | Dados climatológicos para Erechim | Dados climatológicos para Erechim | Dados climatológicos para Erechim | Dados climatológicos para Erechim | Dados climatológicos para Erechim | Dados climatológicos para Erechim | Dados climatológicos para Erechim | Dados climatológicos para Erechim | Dados climatológicos para Erechim |
| Mês | Jan                               | Fev                               | Mar                               | Abr                               | Mai                               | Jun                               | Jul                               | Ago                               | Set                               | Out                               | Nov                               | Dez                               | Ano                               |
| --- | --------------------------------- | --------------------------------- | --------------------------------- | --------------------------------- | --------------------------------- | --------------------------------- | --------------------------------- | --------------------------------- | --------------------------------- | --------------------------------- | --------------------------------- | --------------------------------- | --------------------------------- |
| Temperatura máxima recorde (°C)                                                                                    | 35,1                              | 34,8                              | 35                                | 32,4                              | 29,1                              | 26,6                              | 26,6                              | 31,3                              | 33,4                              | 34,6                              | 33,4                              | 35,6                              | 35,6                              |
| Temperatura máxima média (°C)                                                                                      | 27,9                              | 27,2                              | 26,4                              | 23,5                              | 20,5                              | 18,3                              | 18,2                              | 20                                | 20,9                              | 23,5                              | 25,7                              | 27,2                              | 23,3                              |
| Temperatura média (°C)                                                                                             | 22,6                              | 22,1                              | 21,2                              | 18,5                              | 15,7                              | 13,9                              | 13,5                              | 15                                | 15,7                              | 18,2                              | 20                                | 21,7                              | 18,2                              |
| Temperatura mínima média (°C)                                                                                      | 17,3                              | 17                                | 16,1                              | 13,5                              | 10,9                              | 9,5                               | 8,9                               | 9,9                               | 10,6                              | 12,9                              | 14,3                              | 16,3                              | 13,1                              |
| Temperatura mínima recorde (°C)                                                                                    | 9,3                               | 9                                 | 3,4                               | 1,2                               | −1,4                              | −3,1                              | −3,8                              | −1                                | −0,4                              | 4,7                               | 3,3                               | 7                                 | −3,8                              |
| Precipitação (mm)                                                                                                  | 159,3                             | 134                               | 121,3                             | 110,5                             | 116,9                             | 152,8                             | 106,5                             | 164,2                             | 193,3                             | 178,3                             | 141                               | 159,5                             | 1 737,5                           |
| Umidade relativa (%)                                                                                               | 78                                | 79                                | 80                                | 79                                | 83                                | 82                                | 81                                | 79                                | 76                                | 76                                | 75                                | 76                                | 79                                |
| Insolação (h) | 239                               | 207                               | 211                               | 190                               | 184                               | 157                               | 170                               | 185                               | 178                               | 208                               | 226                               | 244                               | 2 399                             |
| Fontes: EMBRAPA/FEPAGRO (médias de precipitação: 1976-2005) e INMET (recordes de temperatura: 25/11/2006-presente) |                                   |                                   |                                   |                                   |                                   |                                   |                                   |                                   |                                   |                                   |                                   |                                   |                                   |

### Ecologia e meio ambiente

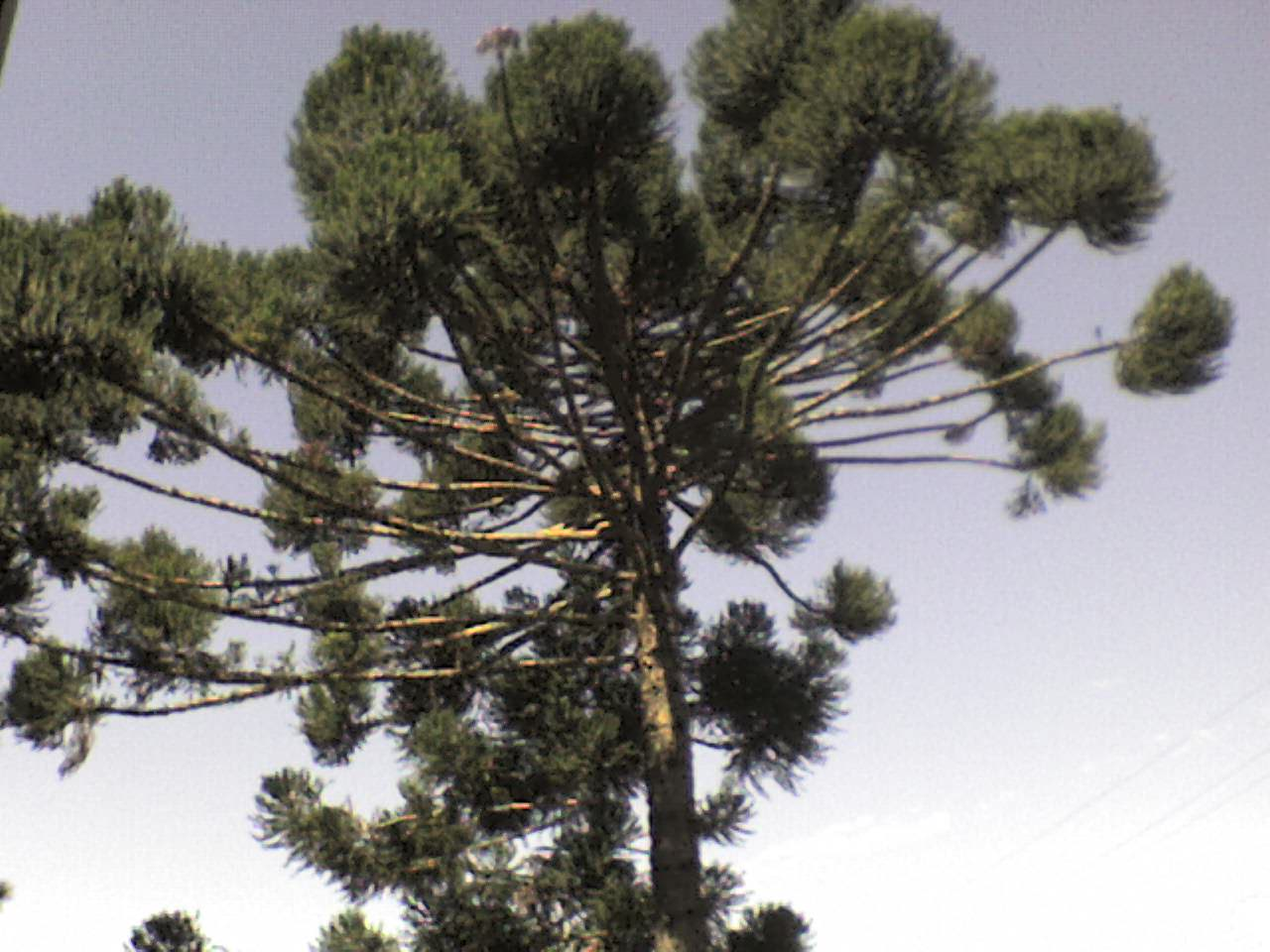
Araucária, típica de regiões temperadas do Planalto Rio-Grandense, abundante na cidade

A vegetação do município é uma mistura entre a Mata das Araucárias, que é a floresta ombrófila mista, e pradarias. Uma das árvores mais comuns da cidade é a araucária, típica de regiões geladas do Planalto Rio-Grandense. Em Erechim, recentemente, a prefeitura fez o plantio de mudas da árvore no parque Longines Malinowski. Cerca de 1300 mudas foram distribuídas, todas provenientes do horto florestal municipal. Também foram realizadas atividades envolvendo o público durante a semana do meio ambiente. Foram feitos passeios em trilhas, visitas ao aterro sanitário e às nascentes, oficinas, apresentações artísticas e exposições, contando com a participação de cerca de mil pessoas.
O município também é afetado pela poluição proveniente do crescimento da frota municipal de veículos. Foi realizado através das secretarias de Cultura, Esporte e Turismo e de Meio Ambiente o Passeio Ciclístico Cidade de Erechim Contra a Poluição. O evento tem como objetivo ser alusivo ao Dia Contra a Poluição.
Segundo a prefeitura, o licenciamento ambiental é a parte da gestão ambiental que orienta a localização, a instalação, a ampliação e a operação de empreendimentos e atividades utilizadoras de recursos naturais potencialmente poluidores ou daqueles que, sob qualquer jeito, possam causar destruição ambiental. As licenças ambientais no município de Erechim são feitas pela Secretaria Municipal de Meio Ambiente (SMMA) baseando na Lei Municipal nº 3932 de dezembro de 2005, considerando as resoluções 102/2005 e 16/2001 do Conselho Estadual de Meio Ambiente, além das propostas pelo Conselho Municipal de Proteção Ambiental (COMPAM).

## Demografia
Em 2020, a população do município foi estimada em 106 633 habitantes, sendo o 19º mais populoso do estado, e apresentando uma densidade populacional de 223,11 habitantes por km². Segundo o censo de 2000, 48,22% da população eram homens (43 568 habitantes) e 51,78% (46 779 habitantes) mulheres - a divisão por sexo assemelha-se ao padrão rio-grandense e a estrutura etária tem pouca participação de jovens e idosos, e consequentemente, maior por parte de adultos, que somam 65,9% da população. Cerca de 90,79% (82 026 habitantes) vivia na zona urbana e 9,21 (14 761 habitantes) na zona rural. Segundo estimativas de 2020, Erechim possui 79 288 eleitores aptos a votar.
O Índice de Desenvolvimento Humano Municipal (IDH-M) de Erechim é considerado elevado pelo Programa das Nações Unidas para o Desenvolvimento (PNUD). Seu valor no ano de 2010 era de 0,776. No ano de 2007, considerando apenas a longevidade, o valor do índice é de 0,833. O índice da saúde é de 0,782 e o da educação é de 0,716. No ano de 2000, a população erechinense era composta por 78.056 brancos (86,40%); 9.983 pardos (11,05%); 2.028 pretos (2,24%); 132 indígenas (0,15%); 55 amarelos (0,06%); além dos 93 sem declaração (0,10%).

### Religião

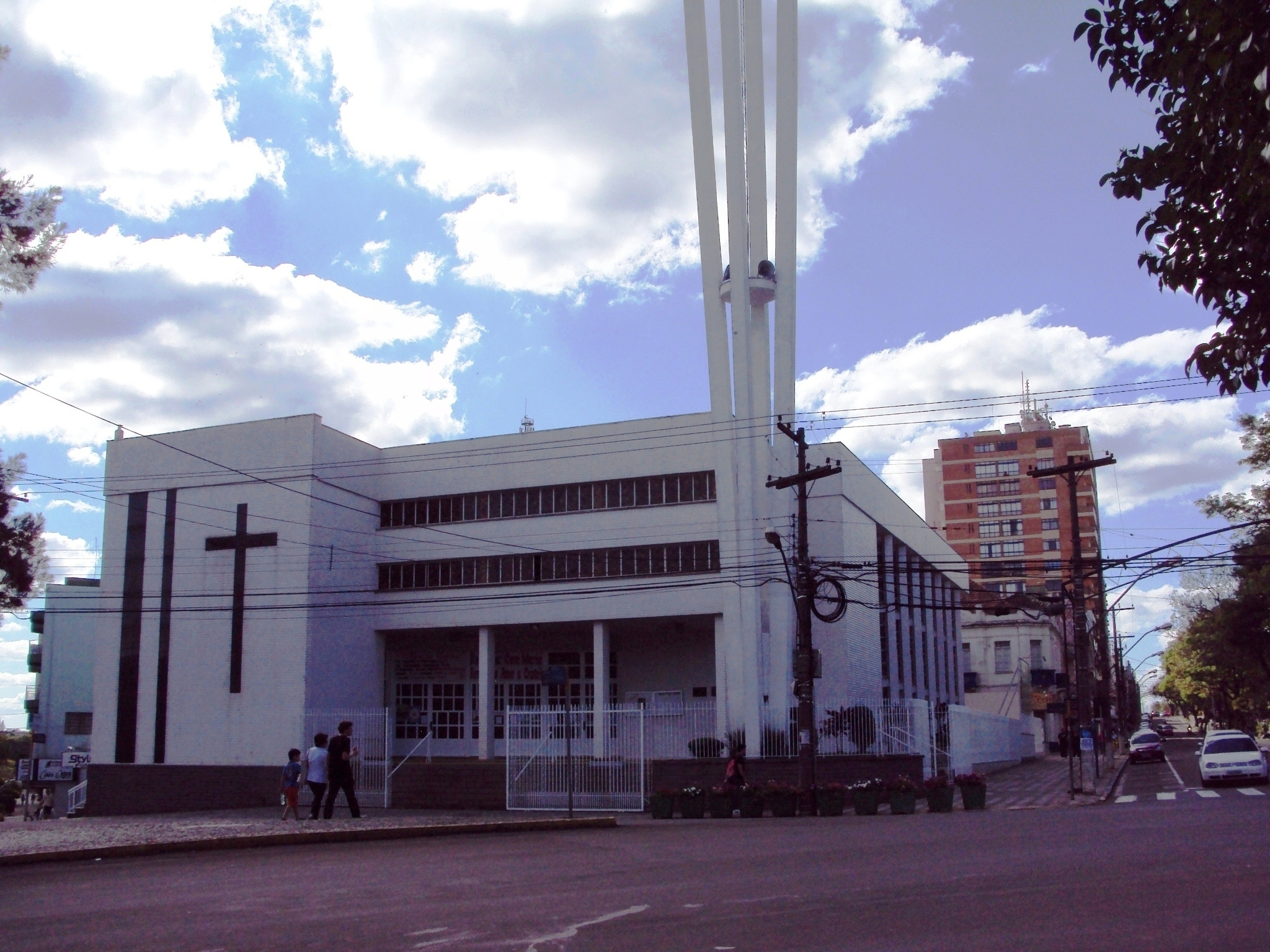
A Catedral de Erechim, considerado o principal lugar de reunião de fiéis católicos na cidade

Tal como a variedade cultural em Erechim, são diversas as manifestações religiosas presentes na cidade. Embora tenha se desenvolvido sobre uma matriz social eminentemente católica, é possível encontrar atualmente na cidade dezenas de denominações protestantes diferentes. Além disso, o crescimento dos evangélicos também vem sido notado chegando a quase 11,4% da população.
A comunidade judaica no município é forte, em relação ao estado, composta de um grande número de profissionais liberais e empresários, congregando, ainda, diversos membros que se destacam nas áreas culturais, artísticas e acadêmicas. Estima-se que os judeus do interior do Rio Grande do Sul somem 10% do total.
A cidade de Erechim está localizada no país mais católico do mundo em números absolutos. A igreja católica teve seu estatuto jurídico reconhecido pelo governo federal em outubro de 2009, ainda que o Brasil seja atualmente um estado oficialmente laico. A cidade possui os mais diversos credos protestantes ou reformados, como por exemplo a Assembleia de Deus. De acordo com dados do censo de 2000, realizado pelo Instituto Brasileiro de Geografia e Estatística, a população de Erechim é composta por: Católicos (85,76%), evangélicos (11,32%), pessoas sem religião (0,90%), espíritas (0,71%) e 1,31% estão divididas entre outras religiões.

## Política e justiça
O primeiro governante da cidade foi o intendente Ayres Pires de Oliveira, nomeado em 18 de junho de 1918. Depois do Decreto 4.666, Erechim teve como primeiro representante do poder executivo e prefeito do município Amintas Maciel, nomeado em 9 de dezembro de 1930. Em sua homenagem, foi dado o nome de uma das mais importantes avenidas da cidade de Amintas Maciel. Em vinte e sete mandatos, vinte e dois prefeitos passaram pela prefeitura de Erechim. Na eleição de 2016, Luiz Francisco Schmidt, do PSDB venceu  com 39,82% dos votos válidos - ou doze votos de diferença - a candidata Ana de Oliveira, do MDB, com 39,80% dos votos válidos; Flávio Tirello, do PSB, ficou em terceiro lugar, com 20,38% dos votos válidos.
O poder legislativo é constituído pela câmara, composta por 17 vereadores eleitos para mandatos de quatro anos (em observância ao disposto no artigo 29 da Constituição) e está composta da seguinte forma: MDB com 3 cadeiras; PT com 3 cadeiras; PSDB com 2 cadeiras; PDT com 2 cadeiras; PP; PSD; PTB; PV; SD; PC do B e PSB com 1 cadeira cada. Cabe à casa elaborar e votar leis fundamentais à administração, e ao executivo especialmente o orçamento participativo (Lei de Diretrizes Orçamentárias). O município de Erechim se rege por leis orgânicas. A cidade é ainda a sede de uma comarca, que foi criada pelo Decreto nº 4.366, de 31 de agosto de 1929, desmembrando-a da comarca de Passo Fundo. A Lei 6.535, de 31 de janeiro de 1973 classificou a comarca de Erechim como de terceira entrância com três cargos de promotor. De acordo com o TRE-RS (Tribunal Regional Eleitoral do Rio Grande do Sul), o município possuía em 2016 cerca de 77.278 eleitores.

## Subdivisões

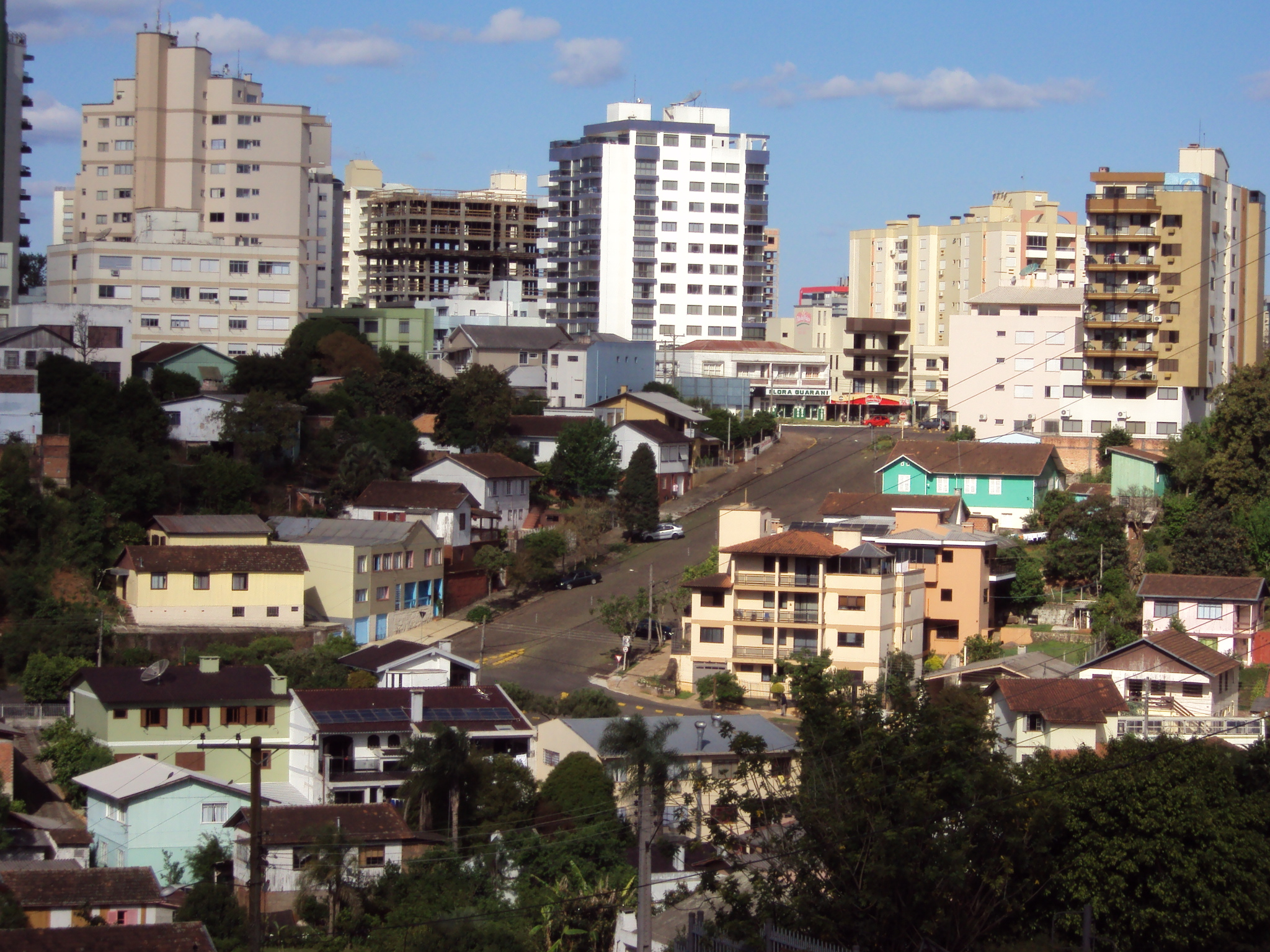
Vista do centro da cidade

Quando emancipada, Erechim constituía-se apenas em um distrito: a Sede, criado com a denominação de Erechim (ex-povoado), pelo ato municipal nº 2, de 27 de julho de 1918. Atualmente está oficialmente subdividida em três distritos: Capo-Erê, Jaguaretê e a Sede. A última alteração distrital foi feita a partir da lei estadual nº 10762, de 16 de abril de 1996, desmembrando de Erechim o distrito de Paulo Bento, elevado à categoria de município.
Não muito distante do Centro da cidade localizam-se os principais bairros, que aglomeram a maior parcela da população erechinense. São exemplos: Bela Vista, Linho, Cerâmica, Copas Verdes, José Bonifácio, Koller, Morro da Cegonha, São Cristóvão, Três Vendas, Triângulo, São Caetano; além de tantos outros que compõem o mapa estratégico da prefeitura. Praticamente todos os bairros acima, em termos gerais, são considerados como classe média e alta. Mais afastados do centro de Erechim, os bairros que se destacam são: Aeroporto, Atlântico, Dal Molin, Florestinha, Loteamentos e bairro Paiol Grande, Zimmer, Presidente Vargas, Progresso; entre outros. Estes apresentam menores índices médios econômicos por família, sendo alguns dos bairros acima considerados bairros de classe média baixa.

## Economia
Nos dados da Fundação de Economia e Estatística de 2014 o município possuía R$4.091.150,00 no seu Produto Interno Bruto. O PIB per capita é de R$ 40.207,07.
| Produção de Milho, Soja e Trigo (2008) | Produção de Milho, Soja e Trigo (2008) | Produção de Milho, Soja e Trigo (2008) |
| -------------------------------------- | -------------------------------------- | -------------------------------------- |
| Produto                                | Área colhida (Hectares)                | Produção (Tonelada)                    |
| Milho                                  | 3.500                                  | 20.300                                 |
| Soja                                   | 7.200                                  | 17.280                                 |
| Trigo                                  | 3.000                                  | 5.040                                  |

Setor primário
A agricultura em Erechim, apesar de ser a atividade que é menos representada no PIB municipal, é de grande importância pela diversidade de sua produção. De todo o PIB da cidade 36.164 mil reais é o valor adicionado bruto da agropecuária. Segundo o IBGE, em 2008 o município possuía um rebanho de 13.501 bovinos, 27.107 suínos, 194 equinos, 4 mulas, 472 caprinos, 1.102 ovelhas e 492.907 aves, dentre estas 17.044 galinhas, 474.963 galos, frangos e pintinhos e 900 codornas. Em 2008 a cidade produziu 12.922 mil litros de leite de 5.800 vacas. Foram produzidos 274 mil dúzias de ovos de galinha, 7.829 quilos de mel-de-abelha e 1.200 quilos de lã proveniente das ovelhas. Na lavoura temporária são produzidos principalmente o milho (20.300 toneladas), a soja (17.280 toneladas) e o trigo (5.400 toneladas).
Setor secundário
521 187 reais do PIB municipal são do valor adicionado bruto da indústria (setor secundário). O setor secundário é o que mais tem destaque na cidade. São aproximadamente 700 empresas de porte variado que produzem 37.96% da arrecadação municipal. O Distrito Industrial, criado em 1978, é a principal fonte de riqueza no setor, e abriga cerca de 5000 pessoas.
A principal causa do grande desenvolvimento deste setor foi, especialmente, a expansão do parque industrial, que fez com que o município de Erechim crescesse quatro vezes mais que a média do Brasil e quase três vezes mais do que o Rio Grande do Sul. Este crescimento também deriva da perda de pecuaristas e agricultores, pois muitos migraram para a indústria, como um novo modo para enriquecer. O ramo que mais cresceu em todo este tempo foi o metal-mecânico, que entre 1985 e 2005, aumentou em média 25,4% a quantidade de empregados.
Setor terciário
952 183 milhões reais do PIB municipal são de prestações de serviços (terciário). O setor terciário atualmente é uma importante fonte geradora do PIB erechinense. De acordo com o IBGE a cidade possuía no ano de 2008 5.439 estabelecimentos comerciais e 74 919 trabalhadores, sendo 40 925 pessoal ocupado total e 33 994 ocupado assalariado. Salários juntamente com outras remunerações somavam 478.599 reais e o salário médio mensal de todo município era de 2,7 salários mínimos. A atividade comercial já contribui com 17,85% da arrecadação do município. A área do turismo também está sendo explorada cada vez mais para no futuro poder tornar-se uma importante fonte de renda da população.

## Educação
A cidade de Erechim tem uma universidade federal própria, a Universidade Federal da Fronteira Sul (UFFS), que é destaque em inclusão social e pesquisa acadêmica em toda região Sul. Conta ainda com uma unidade da Universidade Estadual do Rio Grande do Sul (UERGS), voltada para cursos bacharelado de excelência; um campus do Instituto Federal de Educação, Ciência e Tecnologia do Rio Grande do Sul (IFRS), com cursos técnicos, tecnológicos e bacharelados; e a privada comunitária Universidade Regional Integrada do Alto Uruguai e das Missões (URI).
Conforme o Conceito Preliminar de Curso (CPC) e o Índice Geral de Cursos Avaliados da Instituição (IGC), do Instituto Nacional de Estudos e Pesquisas Educacionais Anísio Teixeira (Inep), a Universidade Federal da Fronteira Sul é a melhor instituição universitária da região Alto Uruguai. Além disso, a UFFS foi considerada a quarta melhor universidade federal do estado do Rio Grande do Sul e a vigésima quarta do Brasil. No conceito médio da Graduação a UFFS é a terceira instituição mais bem conceituada do país. O município conta com escolas em todas as regiões de seu território. Devido à intensa urbanização os poucos habitantes da zona rural têm fácil acesso a escolas em bairros urbanos próximos. A educação nas escolas municipais tem um nível levemente inferior ao das escolas estaduais, mas a prefeitura está criando estudos para tornar a educação pública municipal ainda melhor, de modo a conseguir melhores resultados no Índice de Desenvolvimento da Educação Básica (IDEB).
O município em 2008 contava com aproximadamente 18.493 matrículas, 1.149 docentes e 67 escolas nas redes públicas e particulares.
| Ensino pré-escolar | 1970   | 123 | 37 |
| Ensino fundamental | 12 697 | 738 | 36 |
| Ensino médio       | 4134   | 348 | 15 |

## Estrutura urbana
Erechim conta com boa infraestrutura. No ano de 2000 a cidade tinha 26 999 domicílios entre apartamentos, casas, e cômodos. Desse total 19 503  eram imóveis próprios, sendo 17 231 próprios já quitados (63,82%), 2 272  em aquisição (8,42%) e 4 894  alugados (18,83%); 2 323 imóveis foram cedidos, sendo 683 por empregador (2,53%) e 1 640 cedidos de outra maneira (6,07%). 279 foram ocupados de outra forma (1,03%).
O município conta com água tratada, energia elétrica, esgoto, limpeza urbana, telefonia fixa e telefonia celular. Em 2000, 90,11% dos domicílios eram atendidos pela rede geral de abastecimento de água; 89,70% das moradias possuíam coleta de lixo e 89,07% das residências possuíam escoadouro sanitário. Como citado anteriormente, seu Índice de Gini é de 0,40.

### Infraestrutura social
Segundo a prefeitura, a infraestrutura social engloba quatro itens: educação, renda e pobreza, saneamento e saúde. As capacitações são avaliadas a partir do Índice de Desenvolvimento Econômico e Social (IDESE). Esta forma de avaliação varia entre zero e um, sendo que Erechim é o décimo município no geral, na classificação regional.

#### Renda e pobreza
No bloco chamado renda e pobreza, Erechim possui um nível considerado médio e situa-se na 96ª posição no ranking estadual. Em uma comparação aos anos anteriores, figurava em 1991 no 30º lugar e em 2000 no 75º. Também pode constatar-se que houve redução pequena no indicador de pobreza e um aumento sensível no número de pessoas passando fome. No entanto, isto não configura risco de diminuir o desenvolvimento do município.
A renda per capita municipal é de 13.251,00 reais. O coeficiente de Gini, que mede a desigualdade social é de 0,40, sendo que 1,00 é o pior número e 0,00 é o melhor. A incidência da pobreza, medida pelo IBGE, é de 26,30%, o limite inferior da incidência de pobreza é de 15,70%, o exterior é de 22,90% e a incidência da pobreza subjetiva é de 19,39%.

#### Saúde
Julgando pelo ranking do Índice de Desenvolvimento Socioeconômico (IDESE), Erechim apresenta um bom desempenho do sistema de saúde. Mas está mal colocado no ranking estadual, ocupando apenas a 302ª posição. Nos últimos anos, o município ganhou posições devido à queda brusca de outras cidades do estado. A taxa de mortalidade infantil é de 3,16 a cada mil nascidos.
O município possui quarenta estabelecimentos de saúde, sendo doze deles públicos e 28 particulares, entre hospitais, pronto-socorros, postos de saúde e serviços odontológicos. No total a cidade conta com 286 leitos para internação, sendo 153 públicos e 133 privados. Na cidade existem dois hospitais gerais, sendo um público e um filantrópico. Erechim conta ainda com 214 clínicos gerais, 288 técnicos de enfermagem, 68 auxiliares de enfermagem, 77 gíneco obstetras, 72 cirurgiões dentistas e 1069 distribuídos em outras categorias, totalizando 1 788 profissionais de saúde. No ano de 2008 foram registrados 1 167 nascidos vivos, sendo que 8,0% nasceram prematuros, 53,8% foram de partos cesáreos e 16,8% foram de mães entre 10 e 19 anos (0,8% entre 10 e 14 anos). A Taxa Bruta de Natalidade é de 12,0.

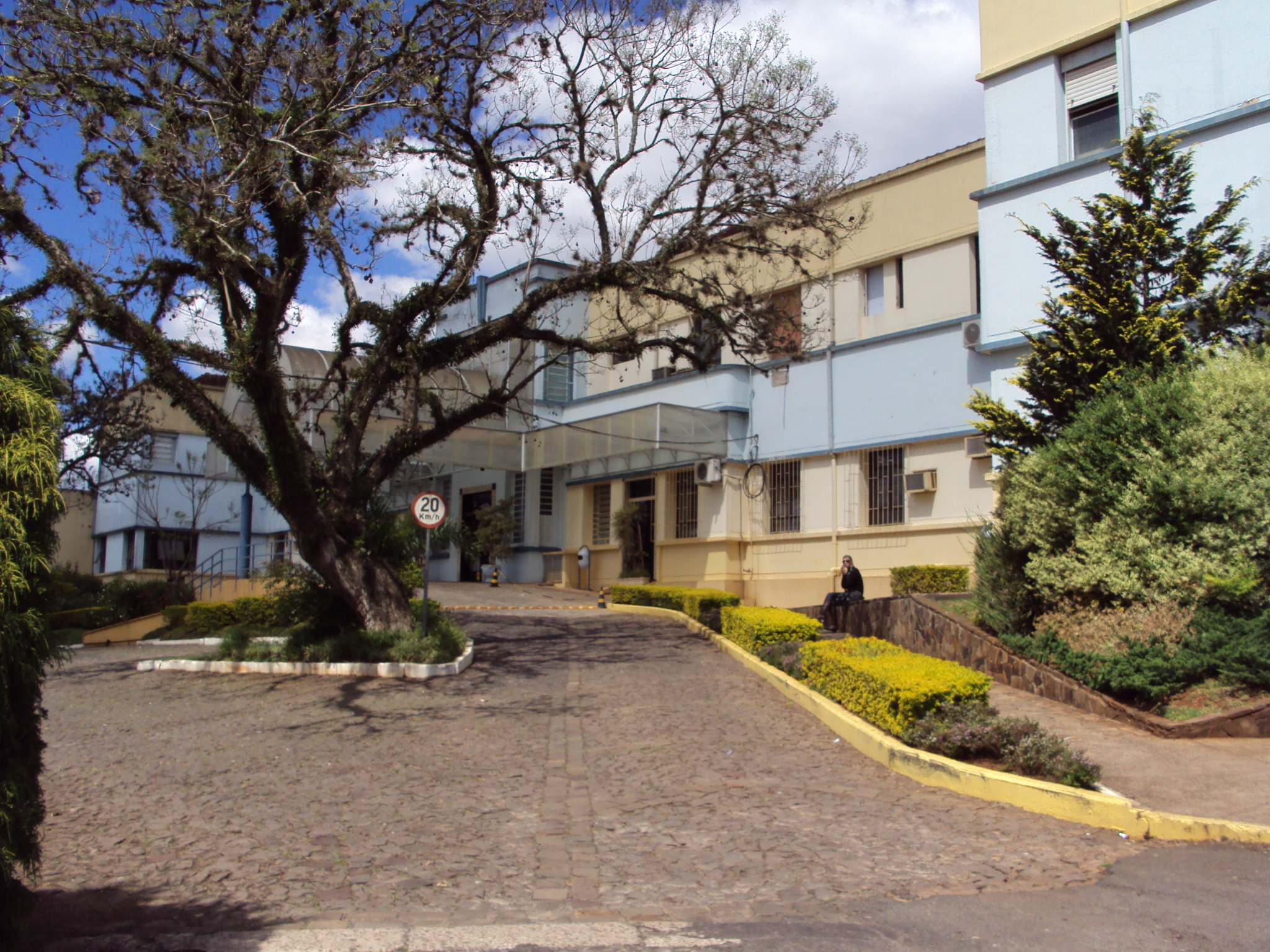
Entrada do Hospital de Caridade de Erechim

Alguns dos principais hospitais de Erechim são:
- Fundação Hospitalar Santa Terezinha de Erechim: é um Hospital Geral de Referência Regional para o Sistema Único de Saúde (SUS) para a região da 11ª Coordenadoria Regional de Saúde, que compreende 31 municípios. É referência para toda a Região Norte do Estado no tratamento do câncer, existindo o Centro de Alta Complexidade em Oncologia, onde localizam-se os serviços de quimioterapia, radioterapia e Centro de Referência da Mulher. Conta com 175 leitos. Conta com um Pronto Socorro para atendimento de urgências e emergências 24 horas por dia, Centro Cirúrgico, Centro Obstétrico, UTIs Neonatal, Pediátrica e UTI Geral Adulto. Possui equipamentos médicos de última geração e profissionais altamente qualificados;[110]
- Hospital de Caridade de Erechim: foi fundado na década de 1930, e desde 1951 possui atuação filantrópica. Em janeiro de 2004, foi inaugurado o Centro Clínico Hospital de Caridade, que reúne profissionais das várias especialidades da saúde, atuando de forma integrada com o Hospital de Caridade de Erechim. Hoje possui cerca de 122 leitos, 155 médicos do corpo clínico, 355 funcionários;[110]
- Unidades Básicas de Saúde: Erechim também conta com doze unidades básicas de saúde, localizadas em diversos bairros de todas as regiões da cidade. Os distritos e bairros beneficiados são o Centro, Progresso, São Vicente de Paulo, Paiol Grande, Presidente Vargas, Aldo Arioli, São Cristóvão, Estevan Carraro, Capoerê, Jaguaretê, Atlântico e Bela Vista.[110]

O município tornou-se conhecido em 2009, durante a pandemia de gripe A, por ter a primeira vítima fatal da doença no Brasil. O caminhoneiro Vanderlei Vial, que esteve na Argentina entre os dias 28 de maio e 15 de junho daquele ano, chegou a Erechim no dia 19 de junho, tendo procurado o serviço médico no dia seguinte, já com os sintomas da doença. Foi internado no dia 23, transferido para Passo Fundo, e faleceu no dia 28. A pandemia de gripe de 2009 foi um surto global de uma variante de gripe suína cujos primeiros casos ocorreram no México em meados de março de 2009. No dia 7 de maio foram confirmados os primeiros quatro casos da gripe A no Brasil pelo Ministério da Saúde. Segundo estatísticas da Organização Mundial da Saúde, em todo o mundo o vírus causou a morte de mais de 18 mil pessoas desde o seu aparecimento, em abril de 2009.

#### Saneamento
De todos os quatro itens englobados pela infra-estrutura social, o saneamento é o que apresenta mais baixo desenvolvimento. Apesar de ser o pior item no indicador, é justamente no saneamento que Erechim ocupa a melhor posição do ranking estadual, 11º, devido à melhora expressiva que aconteceu durante o período 1998-2004. A Lei Federal nº 11.445, de 2007, implantou o novo marco para o saneamento básico, exigindo, desde então, ser feita a prestação do serviço de abastecimento de água potável, esgotamento sanitário, limpeza urbana com manejo dos resíduos sólidos e drenagem e manejo das águas pluviais em todos os municípios brasileiros. É necessária a realização de um plano de saneamento básico, análise de viabilidade econômica, normas de regulação, realização de audiência aberta ao público, sistema tarifário, condições de sustentabilidade do equilíbrio econômico-financeiro do contrato e prazo de vigência do contrato.

### Segurança pública

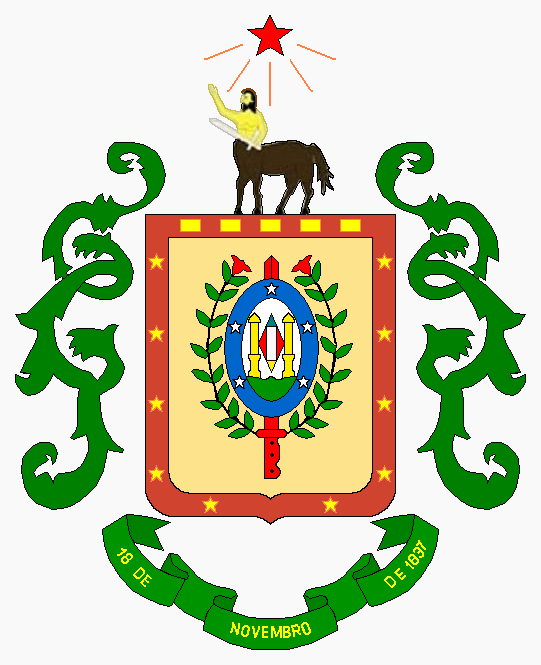
Brasão da Brigada Militar do Rio Grande do Sul

Em 1980, Erechim foi notícia no cenário estadual pelos quatro assassinatos cometidos pelo assassino em série Luiz Baú, o qual havia fugido do Presídio Estadual de Erechim e esfaqueava as suas vítimas com requintes de crueldade, na sua maioria crianças do sexo masculino, recebendo a alcunha de "O Monstro de Erechim".
Como na maioria dos municípios brasileiros médios e grandes, a criminalidade é um problema também em Erechim. Em 2006 a taxa de homicídios no município foi de 15,1%. O índice de óbitos por arma de fogo, após apresentar um grande aumento de 2002 a 2003, sendo que chegou a 30,2% naquele ano, chegou a apresentar queda entre os anos de 2004 e 2005, ficando em 7,6%. Mas em 2006 subiu, sendo de 11,9% neste ano. A taxa de óbitos por acidentes de trânsito, que era de 12,1% em 2002, cresceu para 29,2% em 2006.
Para tentar diminuir o alto índice de ocorrências criminais a prefeitura, em parceria com a Brigada Militar do Rio Grande do Sul (BMRS) e com a Secretaria Municipal de Segurança Pública e Proteção Social, regularizada pelo art. 27 da Lei 4.420 de 11 de fevereiro de 2009, vem tomando diversas medidas, como a sanção da lei nº 4.723, que alterou o Art. 4º da Lei nº 3.925, de 13 de dezembro de 2005, e torna obrigatória, em bares, restaurantes, casas de diversão e similares, no município de Erechim, a colocação de cartazes informativos referentes à proibição da venda de bebidas alcoólicas, cigarros e assemelhados à crianças e adolescentes menores de idade. Essa aprovação está ajudando a diminuir o índice de ocorrências relacionadas a pessoas menores de idade. Outro projeto recentemente aprovado foi o Programa de Prevenção à Violência (PPV), que tem como objetivo contribuir para a redução dos índices de violência com a construção de uma rede social que identifique, integre, articule e promova ações governamentais e não-governamentais no combate e prevenção da criminalidade, focalizando nos bairros e comunidades de maior risco.

### Transportes
Transporte aeroviário
Atualmente os aeroportos que operam próximos à cidade, dificultando o crescimento do Aeroporto de Erechim (IATA: ERM, ICAO: SSER), são o Aeroporto de Passo Fundo e o Aeroporto de Chapecó. Estretanto, estão previstas a ampliação e reforma do terminal de passageiros do aeroporto, em 65 m², totalizando 330,49 m², incluindo a acessibilidade para os portadores de necessidades especiais, climatização, cercamento e mobiliário, com parcerias da SEINFRA – Secretaria de Infra-Estrutura e Logística do Estado com parte dele oriunda do PROFAA – Programa Federal de Auxílio a Aeroportos, e contrapartida do município de Erechim. Para 2011 estão previstas a implantação da Seção de Combate a Incêndio, Categoria 4.
Uma das principais empresas que operam no aeroporto é a NHT Linhas Aéreas, fornecendo voos para as cidades de Porto Alegre e São Paulo. Conta com uma frota de seis aeronaves tipo LET 410 UVP E-20, projetadas para 19 passageiros e dois tripulantes, produzidas na Europa pela Aircraft Industries e dotadas de equipamentos de auxilio à navegação aérea e de segurança de voo. Recentemente duas aeronaves novas e mais modernas foram colocadas em operação na linha em Erechim.
Transporte urbano

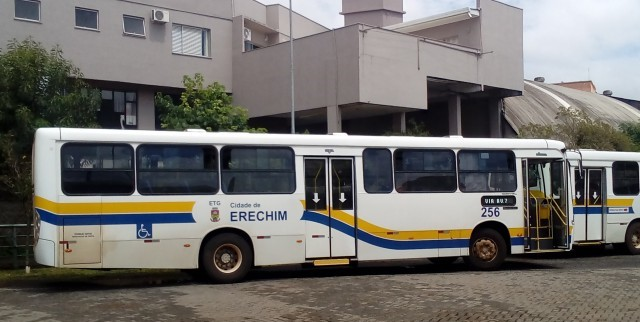
Ônibus que representa o transporte público na cidade

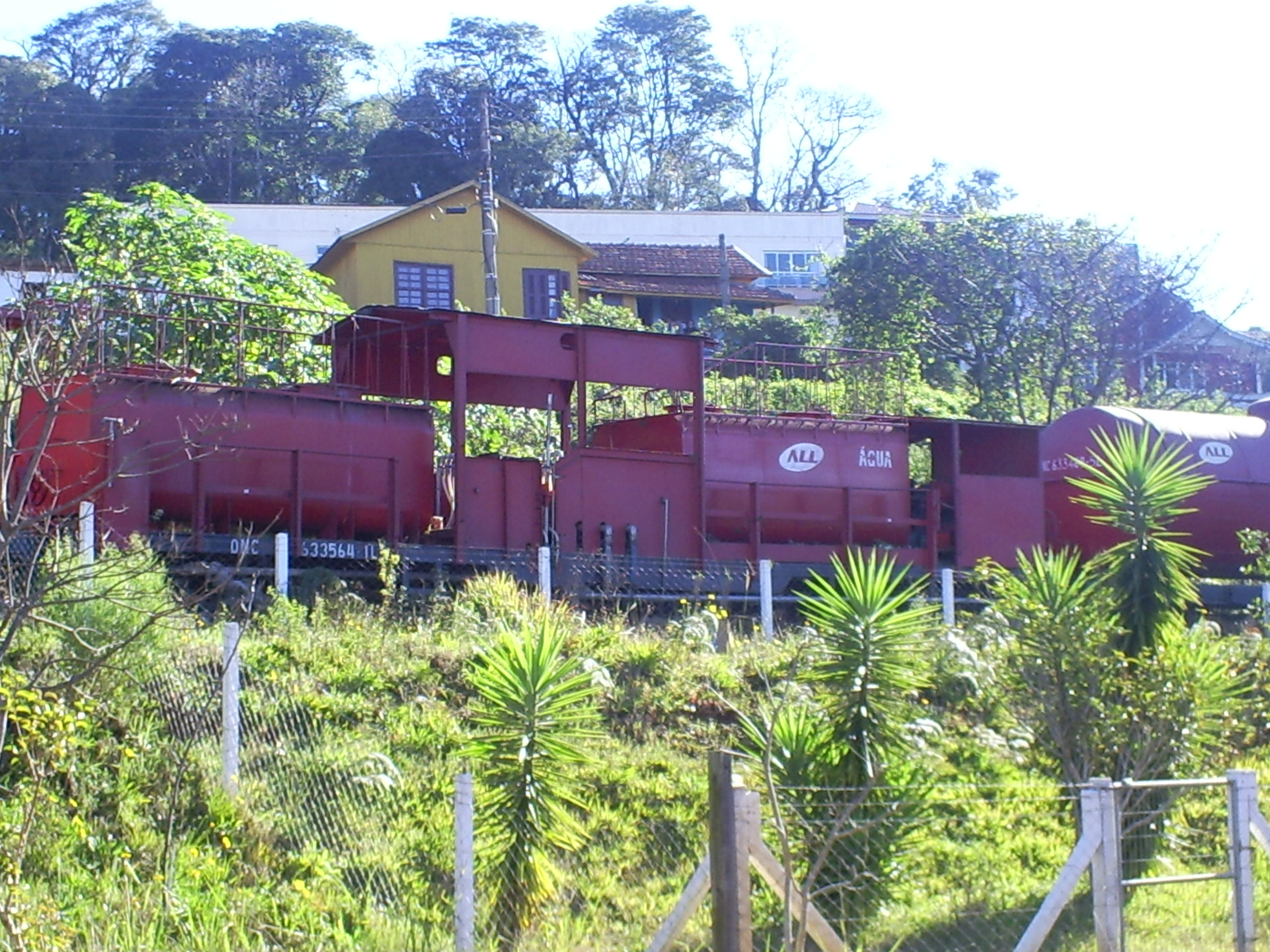
Vagão da América Latina Logística em Erechim

A primeira empresa que fez o transporte urbano na cidade surgiu em 1953, denominada "Empresas de Transportes Gaurama Ltda", que fazia o tráfego de Marcelino Ramos e Gaurama a Erechim. A partir de 1954 começou a operar o transporte urbano dentro da cidade. Até 1960, o mesmo cobria cinco bairros do município: Aeroporto, Linho, Cemitério Municipal, Três Vendas e Piscina Clube Desde 1980, a Gaurama dedica-se somente ao transporte municipal, pois as linhas intermunicipais foram vendidas. Atualmente, quase todos os bairros da cidade são cobertos.
A tarifa de transporte coletivo está equiparada com o que vem sendo aplicado na capital do estado. Porém, para deslocar-se para outro ponto da cidade, que necessite de outro ônibus, é necessário que se pague uma nova passagem. A tarifa do transporte urbano é única e está fixada, atualmente em R$4,80. A empresa também elaborou o sistema de passagens para estudante, onde a tarifa estudantil é R$2,40 - é válida apenas com a apresentação da Carteira de Transporte Estudantil.
No ano de 2019, começou a implantação do sistema de bilhetagem eletrônica, por meio de cartões, tal como já é realizado em diversas outras cidades, e no ano de 2022 será deixado de ser possível pagar a passagem por meio das fichas que eram utilizadas anteriormente a implantação da bilhetagem eletrônica.
Transporte rodoviário e ferroviário
A frota municipal no ano de 2009 era de 46.950 veículos, sendo 30.089 automóveis, 1.651 caminhões, 481 caminhões trator, 3.552 caminhonetes, 213 micro-ônibus, 7.492 motocicletas, 2.948 motonetas, 515 ônibus e nove tratores de roda. As avenidas duplicadas e pavimentadas e diversos semáforos facilitam o trânsito da cidade, mas o crescimento no número de veículos nos últimos dez anos está gerando um tráfego cada vez mais lento de carros, principalmente na Sede do município. Além disso, tem se tornado difícil encontrar vagas para estacionar no centro comercial da cidade, o que vem gerando alguns prejuízos ao comércio.
O Terminal Rodoviário de Erechim é um grande centro de transportes rodoviários na região norte do Rio Grande do Sul e sul de Santa Catarina, tendo destinos para mais de dez estados brasileiros, como Mato Grosso, Minas Gerais, Paraná, Bahia e Distrito Federal. A rodoviária atende atualmente a todo o sul, parte do sudeste, parte do centro-oeste e nordeste brasileiro. Suas principais empresas rodoviárias são a Reunidas e a Unesul.
O município também contava com uma estação ferroviária. O prédio marca a expansão da cidade e da região. Foi relevante no povoamento e desenvolvimento do Norte do Rio Grande do Sul, inaugurada em 3 de agosto de 1910. Hoje a rede ferroviária local encontra-se abandonada. Porém, municípios da região do Alto Uruguai e do planalto decidiram unir-se para cobrar da empresa América Latina Logística (ALL), atual responsável pela malha ferroviária regional, uma posição sobre a situação de abandono da linha férrea no Alto Uruguai e o restante do trecho que vai até Santa Maria, que soma aproximadamente 386 km.

### Serviços e comunicações

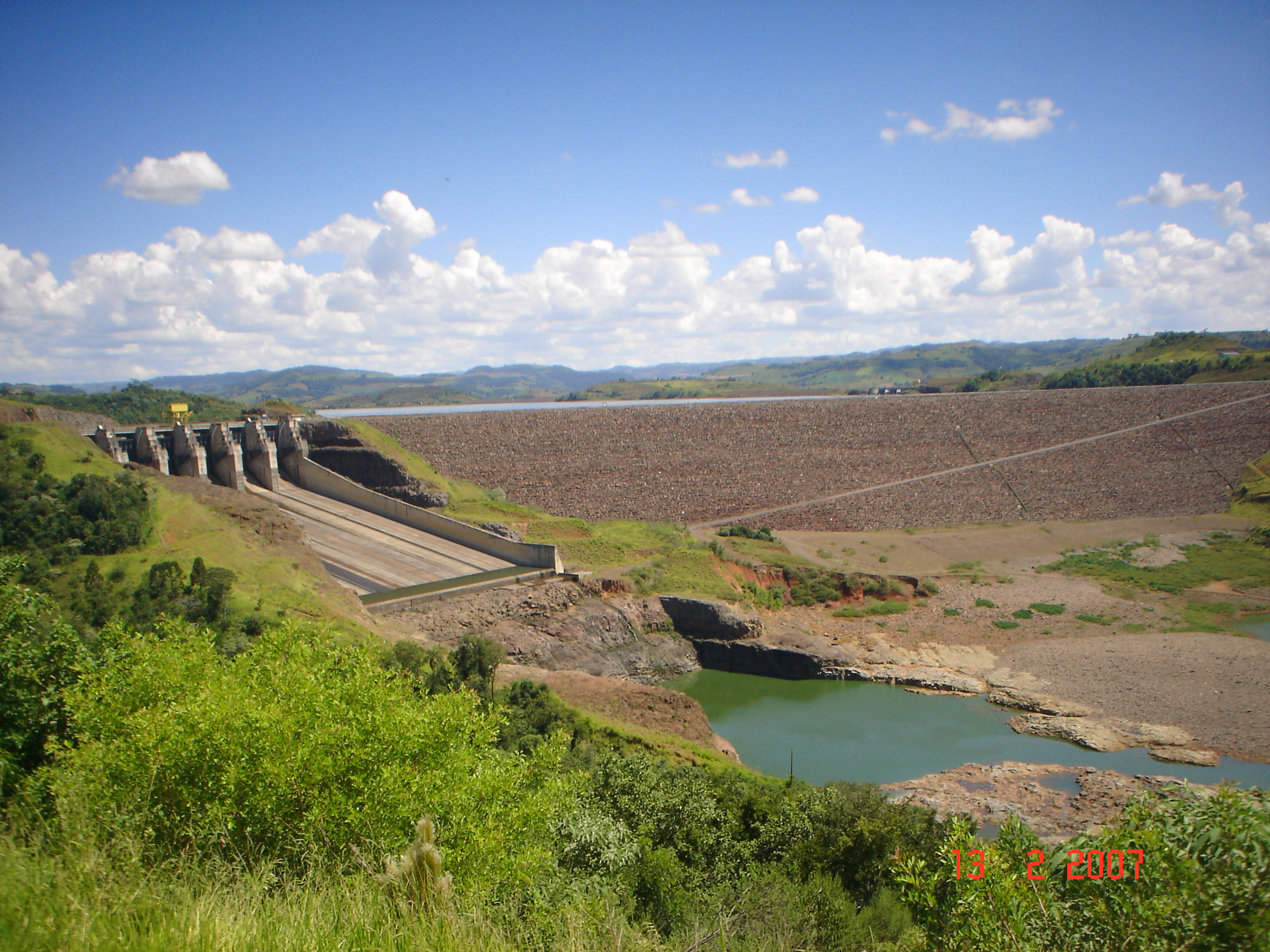
UHE Itá, uma das responsáveis pelo fornecimento de energia à região

Erechim é abastecida pela companhia elétrica Rio Grande Energia, mais conhecida por RGE, desde 1997. Atende 262 municípios gaúchos, o que representa 51% do total de municípios do estado. A geração não ocorre mais pela própria região, mas sim pela Região Funcional de Planejamento 9, que conta com hidrelétricas importantes como Hidrelétrica de Itá e Hidrelétrica de Machadinho. Juntamente com Passo Fundo, a cidade de Erechim é a que mais consume energia da empresa. No entanto, se as linhas de transmissão PCH e MCH - existentes e projetadas - forem efetivadas, suprirão os consumos. Toda a microrregião de Erechim é uma forte exportadora de energia e não carece de grandes modificações. Mas o meio rural em geral não conta com iluminação suficiente para manter a temperatura dos aviários ou pocilgas, e nem para instalar sistema de resfriamento para leite e carnes. Cerca de 98% das residências da zona urbana do município estão abastecidas com energia elétrica, embora este número seja menor se for observada a zona rural, que varia entre 75% e 95%. A CRERAL (Cooperativa Regional de Eletrificação Rural do Alto Uruguai Ltda) é uma distribuidora alternativa, fundada em 23 de julho de 1969 e contando com cerca de 6 mil consumidores.
O serviço de abastecimento de água de toda a cidade é feito pela Companhia Riograndense de Saneamento (Corsan). Já a coleta de esgoto é realizada pela própria prefeitura. Ainda há serviços de internet discada, banda larga (ADSL) e fibra óptica, sendo oferecidos por diversos provedores de acesso gratuitos e pagos. O serviço telefônico móvel, por telefone celular, é oferecido por diversas operadoras. Existe ainda acesso 3G, oferecido ao município desde 1º de setembro de 2008. O código de área (DDD) de Erechim é 054 e o Código de Endereçamento Postal (CEP) da cidade possui intervalo dos números  99700-001 a 99717-999. No dia 19 de janeiro de 2009 o município passou a ser servido pela portabilidade, juntamente com 137 municípios do estado do Rio Grande do Sul que utilizam o mesmo DDD de Erechim. A portabilidade é um serviço que possibilita a troca da operadora sem a necessidade de se trocar o número do aparelho.
O município conta ainda com diversos jornais impressos em circulação. São eles: Jornal Diário da Manhã, Jornal Boa Vista, Jornal Bom Dia, Jornal Voz Regional, A Região e O Esporte. Também existem seis emissoras de rádio: Difusão FM 94.9, Virtual FM 104.7, Cultura FM 105.9, Rede Colinas FM 90.7, Difusão Sul-Riograndense AM 650 e TchêErechim AM 1200. Entre as emissoras de TV está uma geradora da RBS, a RBS TV Erechim além das repetidoras do SBT RS, BAND RS, TVE RS e TV Pampa.

## Cultura e lazer

### Turismo
Entre os pontos turísticos mais visitados estão seus museus, como a Catedral São José, a única catedral da cidade, construída entre 1969 e 1977, com base no estilo barroco da idade média; o Polo da Cultura, local para realização de importantes reuniões e operante também como restaurante e um auditório para mais de 800 pessoas; e o Mercado Popular, inaugurado em 2005, é um local de vendas dos camelôs, que anteriormente comercializavam seus produtos na rua.

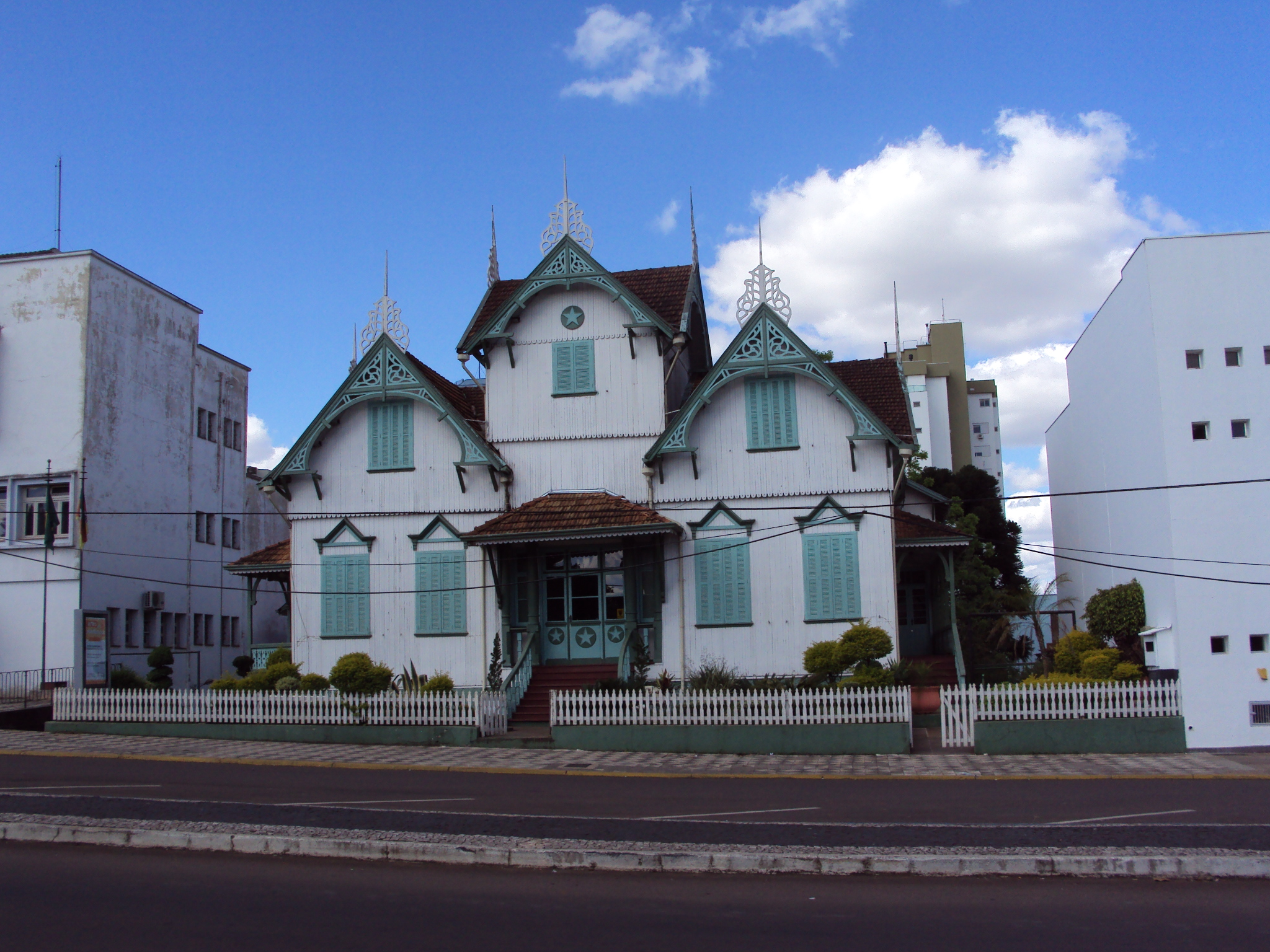
Construído entre 1912 e 1915, o Castelinho é o primeiro edifício público do município

Outros importantes pontos turísticos da cidade são:
- Parque Longines Malinowski: principal parque municipal, contém 24 hectares de terra e apresenta também araucárias em sua vegetação.[145]
- Castelinho: prédio de madeira construído entre 1912 e 1915, o símbolo da cidade, localizado próximo a Praça da Bandeira. É o prédio mais antigo da cidade.[146]
- Centro Cultural 25 de Julho: considerado como o maior centro cultural do estado do Rio Grande do Sul, abriga espetáculos nacionais e internacionais. Foi fundado em 1983.[147]
- Vale Dourado: encontra-se no final da Avenida Maurício Cardoso e é um dos principais pontos para lazer da cidade, contando com belezas naturais e artificiais.[148]
- Praça da Bandeira: marco zero de Erechim. Inaugurada em 1953, contém o mastro da bandeira, para o qual convergem as dez avenidas da cidade, o chafariz e o busto do presidente Getúlio Vargas, entre outros.[149]

### Arquitetura
Erechim, em especial a região central do município, se caracteriza pela presença de um conjunto arquitetônico diversificado e de significativa relevância. Segundo a prefeitura, o estilo arquitetônico de maior relevância na configuração da paisagem urbana da cidade é o art déco, apresentado pela primeira vez na Exposição Internacional de Artes Decorativas e Industriais Modernas realizada em Paris, em 1925. O estilo, que apareceu como uma tendência apta a intermediar a relação entre o estilo eclético, já criticado pelas vanguardas artísticas, e o modernismo, então considerado muito radical, apresenta um padrão decorativo no qual dominam as formas geométricas e o design abstrato.
Seus motivos decorativos se baseavam, principalmente, na geometria do cubo, da esfera e da linha reta, além dos zig-zags: conjuntos horizontais e verticais de linhas retas que funcionavam como arremates escalonados e eram inspirados nas culturas meso-americanas, indígenas e africanas. O art déco se utilizou, ainda, da alusão às proas do mar sustentadas por pilares que lembram mastros, que são elipses e materiais luxuosos como o mármore e o granito. As fachadas desenhadas baseadas no estilo déco obedecem a uma exigência geométrica e ritmo linear. Suas linhas, quando curvas, seguem um arco bem definido e quando retas, possuem a precisão de uma régua.
Erechim também foi uma das primeiras cidades brasileiras modernas planejada. O planejamento viário da cidade foi inspirado em conceitos urbanísticos usados nos traçados de Washington (1791), Paris (1850), Buenos Aires (1580) e Belo Horizonte (1897), caracterizando-se por ruas muito largas, forte hierarquização e criação, através de ruas diagonais ao xadrez básico, de pontos de convergência. Elementos chaves do seu traçado incluem uma malha perpendicular de ruas cortadas por avenidas em diagonal, quarteirões de dimensões regulares e uma avenida em torno de seu perímetro.

### Costumes, artes e eventos

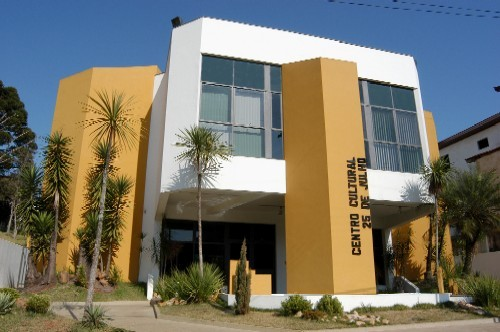
Centro Cultural 25 de Julho, palco de vários eventos culturais

O teatro e o cinema também possuem relevância no município. Ao longo do ano, a prefeitura municipal em parceria com empresas da própria cidade ou região organizam diversos eventos culturais. Recentemente Erechim recebeu o apelido de "Capital do Teatro Amador Gaúcho", por sediar diversos eventos relacionados. Um dos principais lugares onde são realizadas essas manifestações é o Centro Cultural 25 de Julho. Também são frequentemente organizados eventos que valorizam a música local e regional, como por exemplo a apresentação do coral da Universidade Regional Integrada do Alto Uruguai e das Missões (URI). A cidade também vêm divulgando e incentivando o trabalho feito pelas crianças nas escolas.
O município possui também uma razoável tradição em seu artesanato e na culinária. Normalmente pratos regionais - que vão desde tortas e bombons até pequenas refeições caseiras, como arroz e feijão - e peças artesanais são vendidas em barracas e feiras da cidade ou em eventos recorrentes ao longo do ano. Na cidade também existe a Associação de Artesãos de Erechim, com objetivo de dar condições de trabalho aos artesãos da cidade e região. Recentemente a Câmara Municipal de Vereadores aprovou um projeto de lei que concede ao grupo de artesãos mais espaço para venda e divulgação de seus trabalhos, como por exemplo uma área da Praça Júlio de Castilhos. No local foi instalada a Casa do Artesão de Erechim.
Erechim realiza também uma feira multissetorial conhecida como Frinape, a qual em 2013 registra a sua 14ª edição.

### Esporte

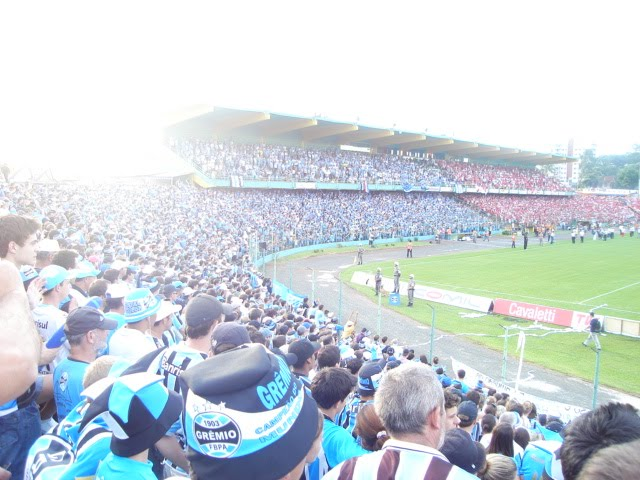
Estádio Olímpico Colosso da Lagoa em um Grenal

Assim como em grande parte do país, em Erechim o esporte mais popular é o futebol. O principal clube da cidade é o Ypiranga Futebol Clube, mais conhecido por Ypiranga de Erechim, fundado em 18 de agosto de 1924.[carece de fontes?] Manda seus jogos no Estádio Olímpico Colosso da Lagoa, inaugurado em 2 de setembro de 1970 e que hoje conta com capacidade de até 30.000 pessoas. O recorde de público foi na partida Ypiranga 0 x 2 Sport Club Internacional, em 18 de agosto de 1974, com público aproximado de 25.000 pessoas. É o terceiro maior estádio do Rio Grande do Sul, perdendo apenas para a Arena do Grêmio e o Beira-Rio. Tem a dimensão do gramado de 110 m x 80 m. A primeira partida realizada foi entre os clubes Grêmio Foot-Ball Porto Alegrense e Santos Futebol Clube, acabando com vitória do time paulista por 2x0; gols marcados por Pelé (nº 1040 da carreira) e Léo.
A cidade conta também com grande destaque no atletismo. A entidade que representa o atletismo na cidade é o CORRE (Clube dos Corredores de Erechim), que possui mais de vinte atletas atualmente, dez em nível de alto-rendimento, adulto masculino e feminino e infantil masculino e feminino. Atualmente a instituição desenvolve trabalhos na organização de eventos e projetos esportivos na área do atletismo, que vão desde a inclusão social ao alto-rendimento, envolvendo também propostas do atletismo e corrida de rua como meio de proporcionar lazer, saúde e qualidade de vida aos praticantes. Em 14 de dezembro de 2010, Erechim recebeu o Jogo das Estrelas, onde jogadores e músicos famosos enfrentaram membros da Câmara de Vereadores e integrantes do Ypiranga em uma partida beneficente.
Um dos principais eventos esportivos é a Olimpíada Escolar Cidade de Erechim, organizada anualmente pela prefeitura em parceria com a Secretaria Municipal de Cultura, Esporte e Turismo. É disputada por alunos das escolas do município em diversas modalidades, sendo elas futsal, voleibol, basquetebol, atletismo, xadrez, tênis de mesa, natação, handebol e dominó. A competição envolve crianças e adolescentes de idade entre 7 e 15 anos. Em 2010 contou com a participação de 23 escolas. Outro importante evento é o Rally Internacional de Erechim, uma competição internacional de rali realizada anualmente desde 1998, tida como a das maior do gênero no país e uma das principais do continente sul-americano. O primeiro evento realizado contou com um grid de cerca de dez carros, tendo apenas duas duplas de Erechim participado da mesma. Os vencedores foram: Cassandro Maloz e Gustavo Priess, seguido por Luiz Tenebro e Marco Marini (categoria 2.0); Ulisses Berthold e André Pagliosa venceram na categoria N3, seguidos por Cláudio Rossi e Fernando Bitencourt; Paulo Lemos e Maria Antonite na A7; enquanto que Luis Tedesco e Alberto Blanco, venceram na categoria A6. Na Categoria 1.6 a vitória ficou com Fernando Mello e Blender.

### Feriados
Em Erechim há quatro feriados municipais, oito feriados nacionais e quatro pontos facultativos. Os feriados municipais são: o dia da Revolução Farroupilha, em 20 de setembro; o dia de finados, em 2 de novembro; além dos feriados móveis, que são a Sexta-feira Santa e Corpus Christi, que sempre é realizado na quinta-feira seguinte ao domingo da Santíssima Trindade. De acordo com a lei Nº 9.093 de 12 de setembro de 1995, os municípios podem ter no máximo quatro feriados municipais, já incluída a Sexta-Feira Santa.